# Ganymède versant le nectar à Jupiter changé en aigle
Pour les articles homonymes, voir Ganymède (homonymie) et Jupiter.
Ganymède versant le nectar à Jupiter changé en aigle ou Ganymède et l'aigle de Jupiter est une sculpture française du XVIIIe siècle, de style néo-classique, en marbre, réalisée entre 1776 et 1778 par le sculpteur français Pierre Julien. Allégorie de l'immortalité et de la jeunesse éternelle, elle est exposée au musée du Louvre de Paris.

## Historique

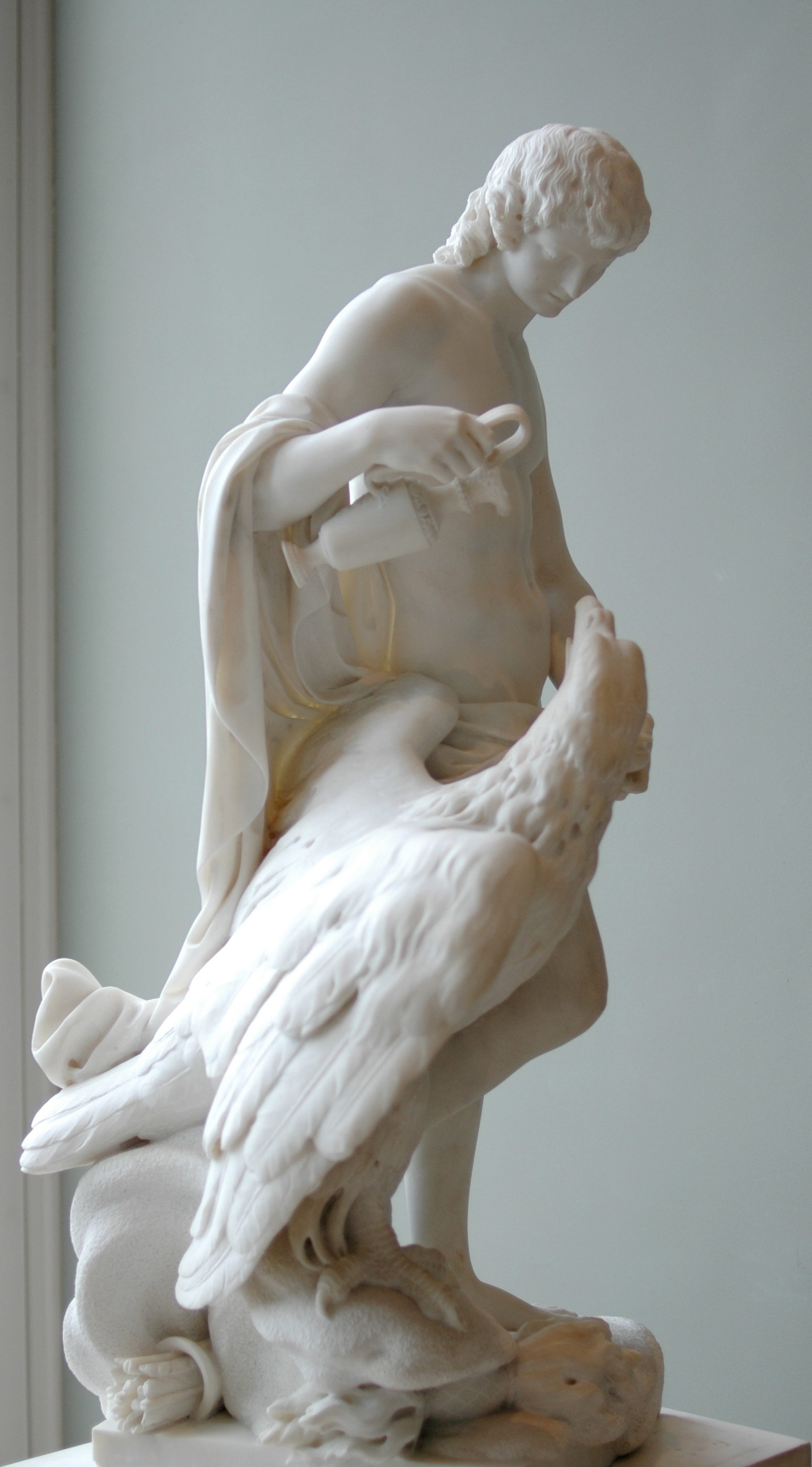

Premier prix de Rome de sculpture en 1765, Pierre Julien, âgé de 34 ans, entre à l'École royale des élèves protégés du roi Louis XV. Pensionnaire de l'Académie de France à Rome de 1768 à 1773, il sculpte cette œuvre commanditée par Antoine Louis Hyacinthe Hocart, marquis de Montfermeil, pour la présenter sans succès, en 1776, pour être agréé à l'Académie royale de peinture et de sculpture de Paris (où il est finalement reçu à l'unanimité deux ans plus tard, avant de devenir professeur de sculpture à l'école des beaux-arts de Paris, puis élu membre de l'Institut de France en 1795, et chevalier de la Légion d'honneur).
Il sculpte cette statue en marbre « Ganymède versant le nectar à Jupiter changé en aigle » sur le thème artistique allégorique de l'immortalité et de la jeunesse éternelle des divinités de la mythologie gréco-romaine. Ganymède, échanson (après la déesse de la jeunesse Hébé) des banquets des dieux de l'Olympe, leur sert nectar et ambroisie pour leur assurer l'immortalité.  
L'œuvre est présentée avec succès, légèrement modifiée, au Salon de peinture et de sculpture de Paris de 1785, avant d'être exposée en particulier avec la collection Hocquart du château de Montfermeil, au musée spécial de l'École française du château de Versailles, au château de Saint-Cloud, puis à partir des années 1840 au département des sculptures du musée du Louvre de Paris.

## Variante
Les sculpteurs François Rude et Paul Cabet réalisent une variante Hébé et l'Aigle de Jupiter, entre 1852 et  1857, exposée au musée des Beaux-Arts de Dijon.